# Zimirina relegata
Zimirina relegata là một loài nhện trong họ Gnaphosidae.
Loài này thuộc chi Zimirina. Zimirina relegata được Mordecai Cubitt Cooke miêu tả năm 1977.